# 袁澧林
袁澧林（英語：Angela Yuen Lai Lam，1993年10月25日—），香港女模特兒、演員以及公民足球隊球員。現為Triple S Artiste Management旗下藝人。2022年，憑藉電影《窄路微塵》獲得提名第59屆金馬獎最佳女主角。

## 簡介
袁澧林在香港北區沙頭角長大，家有一姊一妹，排行第二，她畢業於粉嶺公立學校，曾在上水聖公會陳融中學就讀中一至中五，其後在上水官立中學就讀預科，後來入讀香港浸會大學國際學院，專業會計學副學士畢業後，升讀香港浸會大學工商管理學院會計系，學士畢業。她就讀大學期間兼職模特兒，當時為美心食品拍攝大型賀年廣告而為人認識。2015年5月簽訂經理人公司Starz People (HK) Limited（種星堂）3年合約。
2016年ViuTV開台，袁澧林在該台宣傳劇集的短劇《We I U》中受到注目，因其清純簡約形象被網友封為「文青女神」。2017年先後在電影《那一年，我17》及ViuTV電視劇《瑪嘉烈與大衛系列 前度》擔正女主角。同年7月，遭經理人公司控告私自在外接工作。
袁澧林憑2022年由新晉導演林森執導的電影《窄路微塵》入圍第59屆金馬獎最佳女主角和第41届香港电影金像奖最佳女主角。
公民體育會女子足球隊，於2024年9月8日在社交平台宣佈，藝人袁澧林加盟成為球隊中一員。

## 演出

### 教育電視
- 萬有引力 （页面存档备份，存于）（2015年，主持）

### 電視劇（ViuTV）
- We I U（2016年）
- 三一如三（2016年10月18日－2017年1月31日）：飾演 Jolie
- 瑪嘉烈與大衛系列 前度（2017年）：飾演 瑪嘉烈
- 仇老爺爺（2019年）：飾演 大學生（客串）
- I SWIM（2022年）：飾演 施詠
- 殺手廢J（2023年）：飾演 曾汶清

### 電視劇（其他）
- 聽雪樓（2019年）：飾演 明河/燁火
- 來！金來號（2024年）：飾演

### 電影
- 碟仙碟仙（2015年）
- 那一年，我17（2016年）：飾演 張鎧妮
- 春嬌救志明（2017年）：與廖子妤一同客串孖妹角色
- 白色女孩（2017年）
- 小Q（2019年） ：飾演 青年陳芷喬
- 獅子山上（2019年）：飾演 少年溫樂晴（Cathy）
- 闔家辣（2022年）：飾演 李家慧（Sam）
- 過時·過節（2022年）：飾演 悅（Joy）
- 窄路微塵（2022年）：飾演 Candy
- 釀魂（2023年）：飾演 程嘉露
- 但願人長久（2023年）：飾演 林子缺（2017年）
- 送院途中（2025年）：飾演 Miffy
- 山忌 黃衣小飛俠（2025年）：飾演 玉欣
- 他年她日（2025年）：飾演 安晴

### 舞台劇
- 《音樂劇－「親」》（2013年）
- 《火鳳燎原》（2018年） 飾演 小孟[7]

### MV
- 連詩雅《為何要我愛上你》（2015年）
- 新青年理髮廳《原來這一種叫做沒有》（2016年）
- Dear Jane《哪裡只得我共你》、《只知感覺失了蹤》、《經過一些秋與冬》（2016年，飾演高小曼）
- 衛蘭《It's OK To Be Sad》（2021年）
- 曾比特《我不是邱比特》（2021年）
- 林峯《不計前嫌》（2021年）
- 陳卓賢《留一天與你喘息》（2022年）
- Vaundy《Tokimeki》（2023年）
- 楊乃文feat.伍佰《説不出口》（2023年）
- 傻子與白痴《姿態 / 餘像》（2024年）
- Dear Jane《你流淚所以我流淚》（2025年，再度飾演高小曼）

### YouTube影片
- 試當真Trial & Error：《哪裡只塞駿業里》（2020年12月；戲仿 Dear Jane《哪裡只得我共你》）[8]
- Dear Jane、試當真Trial & Error：《外賣修澧賢》（2020年12月；戲仿 Dear Jane《銀河修理員》）[9]
- 拾陸比玖16:9：《LOUISE》（2021年12月）

### 單曲封面
- 銀杏BOYZ（日语：銀杏BOYZ）（2017年）
- 銀杏BOYZ（日语：銀杏BOYZ）（2017年）
- 銀杏BOYZ（日语：銀杏BOYZ）（2017年）

### 雜誌封面
- 消費者委員會《選擇月刊》（第517期，2019年11月號，主題為潤手霜測試）

## 獎項紀錄
| 年份   | 頒獎典禮                   | 獎項                   | 作品                         | 角色    | 結果 |
| ------ | -------------------------- | ---------------------- | ---------------------------- | ------- | ---- |
| 2022年 | 第59屆金馬獎               | 最佳女主角             | 窄路微塵                     | Candy   | 提名 |
| 2022年 | Yahoo! 搜尋人氣大獎2022    | 新世代演員             | 不適用                       | 獲獎    |      |
| 2022年 | Yahoo! 搜尋人氣大獎2022    | 熱搜本地男女藝人或組合 | 不適用                       | 頭100位 |      |
| 2023年 | 第29屆香港電影評論學會大獎 | 最佳女演員             | 窄路微塵                     | Candy   | 提名 |
| 2023年 | 第41屆香港電影金像獎       | 最佳女主角             | 窄路微塵                     | Candy   | 提名 |
| 2024年 | 第1屆金狼獎                | 最佳演員獎             | 楊乃文 feat.伍佰〈說不出口〉 |         | 獲獎 |

## 外部連結
- 袁澧林的新浪微博
- 袁澧林的Facebook專頁
- 袁澧林的Instagram帳戶
- 袁澧林在香港影庫上的簡介
- 袁澧林在互联网电影资料库（IMDb）上的資料（英文）
- 袁澧林在豆瓣上的资料（简体中文）
- 袁澧林在时光网上的簡介（简体中文）